# Тищенко, Николай Александрович
Никола́й Алекса́ндрович Ти́щенко (род. 4 февраля 1977) — российский легкоатлет, специалист по многоборьям. Выступал на профессиональном уровне в 1998—2008 годах, обладатель бронзовой медали Всемирной Универсиады в Тэгу, серебряный и бронзовый призёр Кубка Европы, чемпион России в десятиборье, многократный победитель и призёр первенств всероссийского значения. Представлял Краснодарский край и Москву. Мастер спорта России. Тренер по лёгкой атлетике.

## Биография
Николай Тищенко родился 4 февраля 1977 года. Занимался спортом с 1987 года, проходил подготовку в Краснодаре.
В 1997 году выполнил норматив мастера спорта России по лёгкой атлетике.
В 1999 году окончил Кубанскую государственную академию физической культуры.
Первых серьёзных результатов на всероссийском уровне добился в сезоне 2000 года, когда стал четвёртым в семиборье на зимнем чемпионате России в Челябинске и в десятиборье на летнем чемпионате России в Туле.
В 2001 году выиграл бронзовую медаль в семиборье на зимнем чемпионате России в Челябинске. В десятиборье занял четвёртое место на летнем чемпионате России в Туле, одержал победу на Мемориале Владимира Куца в Москве.
В 2002 году получил серебро на Кубке России в Краснодаре, в составе российской сборной принимал участие в Кубке Европы по легкоатлетическим многоборьям в Быдгоще — показал 25-й результат в личном зачёте десятиборья и вместе с соотечественниками стал бронзовым призёром мужского командного зачёта. На чемпионате России в Чебоксарах превзошёл всех соперников и завоевал золотую награду.
В 2003 году взял бронзу в семиборье на зимнем чемпионате России в Москве. В десятиборье занял 14-е место на международном турнире Hypo-Meeting в Гётцисе, выиграл серебряную медаль на летнем чемпионате России в Туле. Будучи студентом, представлял страну на Всемирной Универсиаде в Тэгу — в сумме десятиборья набрал 7911 очко, став бронзовым призёром. Также в этом сезоне закрыл десятку сильнейших на международном турнире Décastar во Франции.
В 2004 году победил на Кубке России в Краснодаре, установив свой личный рекорд в десятиборье — 8043	очка. Позднее выиграл бронзовую медаль на чемпионате России в Туле.
В 2005 году был четвёртым на зимнем чемпионате России в Краснодаре, вторым на летнем чемпионате России в Туле. На Кубке Европы в Быдгоще показал второй результат в личном и командном зачётах.
В 2006 году стал четвёртым на зимнем чемпионате России в Москве, вторым на летнем чемпионате России в Туле. На Кубке Европы в Арле занял седьмое место в личном зачёте десятиборья и тем самым помог соотечественникам выиграть серебряные медали мужского командного зачёта.
В 2007 году отметился победой на всероссийских соревнованиях в Сочи, занял 12-е место на Кубке Европы в Таллине.
В 2008 году стал четвёртым на чемпионате России по многоборьям в Челябинске и на этом завершил спортивную карьеру.
Впоследствии работал тренером по лёгкой атлетике в Краснодаре.